# Bonnetia wurdackii
Bonnetia wurdackii är en tvåhjärtbladig växtart som beskrevs av Bassett Maguire. Bonnetia wurdackii ingår i släktet Bonnetia och familjen Bonnetiaceae. Inga underarter finns listade i Catalogue of Life.